# هارولد هايمان
هارولد هايمان (بالإنجليزية: Harold Hyman)‏ هو مؤرخ أمريكي، ولد في 1924.